# لئونور سیلویرا
لئونور سیلویرا (پرتغالی: Leonor Silveira؛ زادهٔ ۲۸ اکتبر ۱۹۷۰) یک هنرپیشه اهل پرتغال است.
از فیلم‌ها یا برنامه‌های تلویزیونی که وی در آن نقش داشته است می‌توان به جشن، اصل عدم قطعیت، کمدی الهی، آدم‌خواری، صومعه، من دارم به خونه می‌روم، یک تصویر ناطق و مارچلو ماسترویانی: به‌یاد دارم اشاره کرد.